# Dejan Manaskov
Dejan Manaskov (født 26. august 1992) er en nordmakedonsk håndboldspiller, som spiller i Veszprém KC og for Nordmakedoniens herrehåndboldlandshold.